# アンダーヒル (護衛駆逐艦)
|          | |
| 艦歴     | |
| 発注     | |
| 起工     | 1943年9月16日                                                                                                |
| 進水     | 1943年10月15日                                                                                               |
| 就役     | 1943年11月15日                                                                                               |
| 退役     | |
| その後   | 1945年に戦没                                                                                                 |
| 除籍     | 1945年9月1日                                                                                                 |
| 性能諸元 | |
| 排水量   | 基準：1,400トン、 満載：1,673トン                                                                            |
| 全長     | 306 ft (93 m)                                                                                                |
| 全幅     | 37 ft (11.3 m)                                                                                               |
| 吃水     | 13.5 ft (4.1 m)                                                                                              |
| 機関     | |
| 最大速   | 23ノット (43 km/h)                                                                                           |
| 航続距離 | |
| 乗員     | 士官15名 下士官兵198名                                                                                       |
| 兵装     | 50口径3インチ砲3門 75口径1.1インチ対空砲4門 20mm対空砲8門 21インチ魚雷発射管3基 ヘッジホッグ1基、爆雷軌条2基 |

アンダーヒル (USS Underhill, DE-682) は、アメリカ海軍の護衛駆逐艦。バックレイ級護衛駆逐艦の1隻。艦名は珊瑚海海戦で戦死した海軍パイロットのサミュエル・アンダーヒルに因む。

## 艦歴
アンダーヒルは1943年9月16日にマサチューセッツ州クインシーのベスレヘム・スチール社、フォアリバー造船所で起工、1943年10月15日にデヴィッド（バーサ）・アンダーヒル夫人（アンダーヒル少尉の叔母）によって命名、進水し、1943年11月15日に艦長シドニー・R・ジャクソン少佐の指揮下就役した。
公試および乗員の訓練後、アンダーヒルはボストン海軍工廠に移動し食料および弾薬を補給する。1943年12月2日にバミューダに向けて出航し、訓練および整調後1944年1月10日にボストンに帰還、小修理を行う。1月17日に再びボストンを出航し、22日にグアンタナモ湾に到着するとカリビアン・シー・フロンティアに合流する。アンダーヒルはトリニダードおよびグアンタナモ湾で船団護衛任務に5月後半まで従事し、その後ジョージ・ワシントン (SS George Washington) の護衛としてジャマイカのキングストンからマイアミに向かう。
1944年5月30日にボストン海軍工廠に帰還したアンダーヒルは魚雷発射管が撤去され、ボフォース40mm対空砲が取り付けられた。加えて2機の20mm対空砲が船尾部に装着された。アンダーヒルの新たな任地は地中海となる。フランス南部から出撃していたドイツ空軍のユンカースJu88急降下爆撃機は雷撃機に転換され、イギリス、フランスの輸送船団に対して打撃を与えていた。
メイン州カスコ湾での訓練演習後、アンダーヒルは独立記念日の夜明け前にハンプトン・ローズを出航し、地中海に向かう UGS 47船団の護衛任務に就く。長く平穏な大西洋での航海でアンダーヒルは戦闘訓練を指揮し、ソナーによる調査を行った。地中海での7月21日および22日に何度かの空襲警報が発せられたが、実際に敵の攻撃に遭遇することはなかった。船団後尾の3隻がドイツ空軍機による攻撃を受けた。
アンダーヒルはその後チュニジアのビゼルトとアルジェリアのオラン間の輸送船団護衛任務に従事する。ビゼルトへの最初の巡航では、アンダーヒルは夜通し全速力で航行し、Uボートとドイツ空軍機の警戒する海域を通過した。数日後、南フランスへの侵攻作戦が開始する。アンダーヒルは調査任務を担当した。ビゼルトへ帰還する途中、海峡に沈没した船に衝突し、左舷プロペラと軸を損傷した。7月17日にオランに到着、応急修理が行われ、8月5日に北アフリカに向けて出航する。6日の早朝に GUS 47 船団に合流し、同船団は8月18日無事ニューヨークに到着した。その6日後、ジャクソン艦長に代わってロバート・M・ニューコム少佐が艦長に着任した。
9月には UGS 54 船団と共にイギリスのプリマスに向かう。アンダーヒルは何事もなく10月にプリマスを出航した。イギリス海峡を通過中に、ソナーの感知が確認された。数時間にわたって爆雷が投下されたが、何も生じなかった。しかしこの投下中に、アンダーヒルは海中の物体（恐らくUボート）と衝突し、ソナー部分を損傷した。アンダーヒルはプリマスで乾ドック入りしたものの、イギリス軍は必要な修理を行うことができず、アンダーヒルは戦車揚陸艦の部隊と共にボストンへ帰還した。
11月にはボストンからメルセルケビールへ向かう UGS 60 船団の護衛を行い、その後オランの沖合でフランス海軍の潜水艦ドリスと共に対潜水艦戦闘訓練を行った。12月3日に GUS 60 船団と共にアルジェリアの港を出港し、12月21日にニューヨークに到着、同日ブルックリン海軍工廠に入る。1945年1月8日にコネチカット州ニューロンドンを出航し、大西洋艦隊潜水艦部隊へ一時的に配属された。アンダーヒルはニューロンドンを拠点として、ブロックアイランド・サウンドおよびロングアイランド・サウンドで対潜水艦戦闘訓練、潜水艦の護衛に従事した。

### 太平洋で
1945年1月末、アンダーヒルはフィリピンの第7艦隊への配属が命じられ、2月8日にニューロンドンを出航、パトローラー (HMS Patroller, D07) を護衛し共にパナマ運河地帯へ向かう。その後パナマ運河、ガラパゴス諸島およびボラボラ島を経由してアドミラルティ諸島に向かい、1945年3月15日にゼーアドラー湾に到着した。
最初の船団護衛でリンガエン湾に到着すると、同湾で4日間のレーダーピケット任務を行う。その後ホーランディア、ビアク島に向かった。1945年6月5日にアンダーヒルはホーランディアを出航し、ジェネラル・M・B・スチュワート (USS General M. B. Stewart, AP-140) の護衛としてレイテ湾に向かった。
1945年6月10日、アンダーヒルはレイテ島を出航しホーランディアに向かったが、その途中B-24爆撃機からの救難通信を受け取る。アンダーヒルはサデウス・パーカー (USS Thaddeus Parker, DE-369) と共にフィリピン・シー・フロンティア司令官の命を受け事故海域に向かった。アンダーヒルを始めとする艦艇および多数の航空機が同海域の捜索を行ったが、捜索は6月12日に打ち切られた。サデウス・パーカーと航空機が同海域を去った後、アンダーヒルの哨戒要員が水面に浮かぶ緑のダイマーカーと糧食缶を発見した。さらなる探索の結果、生存者3名が発見された。生存者は筏に乗らず救命胴衣を着け60時間を海上で過ごしていた。アンダーヒルは彼らを07:59に救助し、ホーランディアへ送り届けた。
アンダーヒルはマヌス島、ボラボラ島、パラオ間で船団護衛を行い、その後補給および兵員輸送のための大船団に参加した。7月9日にレイテ湾を出航し、1945年7月14日に沖縄に到着した。沖縄ではレーダーピケット任務に割り当てられ、その後7月21日に中城湾からレイテ湾に向かう第99.1.18任務部隊の護衛に参加した。船団は1隻の兵員輸送艦と6隻の戦車揚陸艦から成り、第96師団の兵員を休養と補給のためフィリピンへ送り届ける任務にあった。船団の護衛は沿岸哨戒艇 PC-1251、PC-803、PC-804、PC-807、駆潜艇 SC-1306、SC-1309、指揮護衛艇 PCE-872から成った。

### 沈没
出航から3日目の朝、7月24日にエンガノ岬から200〜300マイル北東の海上で、アンダーヒルのレーダーは日本海軍の一〇〇式司令部偵察機が船団から約10マイルの距離で旋回しているのを探知した。直ちに報告が行われ、他の護衛艦に対して対空戦闘準備が命じられた。日本軍機は射程外を飛行し、同海域の潜水艦への連絡を行った。約45分後、アンダーヒルは戦闘配置を解除し、他の護衛艦に警戒態勢を継続するよう命じた。この間に一隻の駆潜艇が機械トラブルを生じ、PCE-872 によって牽引されることとなった。
同海域では2、3隻の日本軍潜水艦が活動していた。潜水艦部隊は船団の航路を確認した後、そのうちの一隻がダミーとしての機雷を射出した。アンダーヒルは機雷を確認すると、艦長は航路の変更を命じた。船団が回避した後、アンダーヒルは20mm対空砲およびM1ガーランドにより機雷を処分しようとしたが、銃撃の結果、機雷はダミーであり、日本軍潜水艦の陽動作戦であることに気づいた。
船団は航路変更以前に潜水艦を失探していたが、アンダーヒルは潜水艦探知に成功し、PC-804を誘導して攻撃させた。この攻撃は失敗に終わったものの、数分後には攻撃した海域で潜水艦が発見された。アンダーヒルは潜水艦に体当たり攻撃をしかけようとしたが、潜水艦は潜航してしまったため、ふたたび爆雷攻撃を実施した。攻撃後、重油と浮遊物が確認されたため、潜水艦を撃沈したと判断した。
アンダーヒルは航路を引き返し、浮遊物上を通過した際、ソナーが別の反応を探知した。それは人間魚雷回天であり、アンダーヒルの右舷の至近距離であったため、砲で撃破することができなかった。
15時15分、左舷に回天の体当たりを受けたアンダーヒルは、艦橋右舷で爆発が起き、数秒後前部弾薬庫が誘爆した。300mほどの大きな火柱が上がり、煙は5100mの高さにまで立ち昇った。爆発の衝撃で艦橋は吹き飛ばされ、艦長以下艦橋にいた乗員は全員戦死した。アンダーヒルの艦体は前部火薬室を境に断裂し、艦尾はそのままの姿勢を保ちつつ浮かんでいたが、艦首は屹立したまま右舷に傾斜した。また爆発によって艦尾へ大量の重油まじりの海水が流入して艦内の人間に襲いかかり、中には艦の外に押し流された人もいたが、同時に艦内の可燃物も海水によって押し流された。アンダーヒルの周りにいた駆潜艇群は生存者の救助を行ったが、小型潜水艇の妨害にあって救助は難航した。アンダーヒルの後部艦体は曳航可能と判定されたが、なお多数の敵が周囲に潜んでいると判断されたため砲撃処分が決定。駆潜艇群が全砲火を使って処分を開始した。まず傾斜していた艦の前部を1828に沈め、そのあと後部に取りかかったが、ようやく沈め終わったのは1918であった。
アンダーヒルを沈めたのは伊53から発進した勝山淳中尉操縦の回天であり、これは現在のところ回天の操縦者と具体的な戦果が結びついた唯一のケースとなった。
アンダーヒルは1945年9月1日に除籍された。